# Birgitte Qvist-Sørensen
Birgitte Qvist-Sørensen (født 3. januar 1961 og opvokset i Roskilde) er en dansk teolog, der fra 2014 til 2024 var generalsekretær i Folkekirkens Nødhjælp. I 2018 blev hun valgt som bestyrelsesformand i ACT Alliance - en global alliance bestående af 146 kirkelige organisationer. 
Qvist-Sørensen er uddannet teolog fra Aarhus Universitet og master i Management Development fra Copenhagen Business School. Før hun blev generalsekretær i Folkekirkens Nødhjælp, var hun international chef i fire år i organisationen. Tidligere har hun arbejdet for Red Barnet i Bosnien-Hercegovina med rehabilitering i flygtningelejre.
Hun har desuden været ansat på United Nations Development Fund for Women i Bangkok med ansvar for kvindeprojekter i Sydøstasien og har arbejdet med organisatorisk analyse for UNESCO i Paris. I 2015 var hun medlem af følgegruppen til redegørelsen af Danmarks udenrigs- og sikkerhedspolitiske interesser. Derudover har hun arbejdet med forsoningsprojekter for kvinder i Belfast under Konflikten i Nordirland.
Derudover har hun også været socialchef i Københavns Kommune og i Helsingør Kommunes Social- og sundhedsforvaltning.
Birgitte Qvist-Sørensen fratrådte som generalsekretær for Folkekirkens Nødhjælp 26. januar 2024 af familiemæssige årsager.

## Andre hverv
- Bestyrelsesformand for ACT Alliance [2].
- Formand for Verdens Bedste Nyheder [8].
- Næstformand i Globalt Fokus [9].
- Medlem af udviklingspolitisk råd [10].